# Dennis Price
Dennistoun Franklyn John Rose Price (23 de junio de 1915 - 6 de octubre de 1973) fue un actor británico, recordado por su papel de Louis Mazzini en la película Ocho sentencias de muerte y por su interpretación del omnisciente ayuda de cámara Jeeves en las adaptaciones televisivas de la década de 1960 de las historias de P. G. Wodehouse.

## Biografía
Hijo de un general, Dennis Price estaba inicialmente destinado a una carrera eclesiástica pero, después de asistir a la Universidad de Oxford, se matriculó en la Embassy School of Acting para estudiar actuación. Después de haber trabajado durante un cierto período en teatros de repertorio, a partir de 1938 se embarcó en una carrera cinematográfica larga e inicialmente exitosa. Dado de baja del ejército británico en 1942 por discapacidad, volvió a actuar en el teatro donde fue descubierto por el director de cine Michael Powell, quien le confió su primer papel protagónico, el de un joven soldado, en A Canterbury Tale (1944).
Si bien logró un éxito inmediato, en los años siguientes Price tuvo pocas oportunidades de aparecer en películas de la misma importancia, a pesar de participar en un número infinito de películas producidas en Inglaterra e interpretar principalmente personajes sarcásticos y refinados. Entre sus papeles más memorables se encuentran el del pariente pobre asesino en la clásica comedia Kind Hearts and Coronets (1949) y los personajes secundarios pero muy importantes que interpretó en Victim (1961) y The Wrong Arm of the Law (1963).
Aunque había logrado un éxito considerable en la pantalla chica, interpretando el papel del mayordomo Jeeves, nacido de la pluma de P.G. Wodehouse, en una popular serie de televisión producida por la BBC, Price vio decaer su carrera cinematográfica durante la década de 1960 y terminar con su participación en una serie de películas de terror de bajo costo, algunas dirigidas por Jesús Franco.
Víctima del alcoholismo desde la década de 1950, en 1967 el actor se refugió en la isla de Sark, dejando atrás las deudas acumuladas.
Price estuvo casado de 1939 a 1950 con la actriz Joan Schofield, con quien tuvo dos hijos. Una de las causas de la separación fue atribuible a la homosexualidad del actor.
Murió de cirrosis hepática en 1973 a la edad de 58 años. Está enterrado en la isla de Sark.